# Глерниш (масив)
Глерниш (на немски: Glärnisch) е планински масив в Швицките Алпи, в който се намира най-високият връх на този дял - Бехищок (2914 m). Той е ориентиран от запад на изток и не е голям - по-малко от 10 km. Отделя долината на река Линт от тази на Кльонталското езеро, в близост до град Гларус. Собствената височина е 2000 m. В действителност масивът има три връхни точки: освен Бехищок, това са Вренелисгертли (2904 m) и Рухен (2901 m). Последният е известен алпинистки обект. Оформени са две успоредни била, между които се е запазил малък ледник - Глернишфирн.
Масивът е известен в историята със срутването на голяма каменна маса, която убива част от армията на руския генерал Александър Суворов, докато отстъпва след битката при Амстег (30 септември 1799 г.).